# Mount Stewart

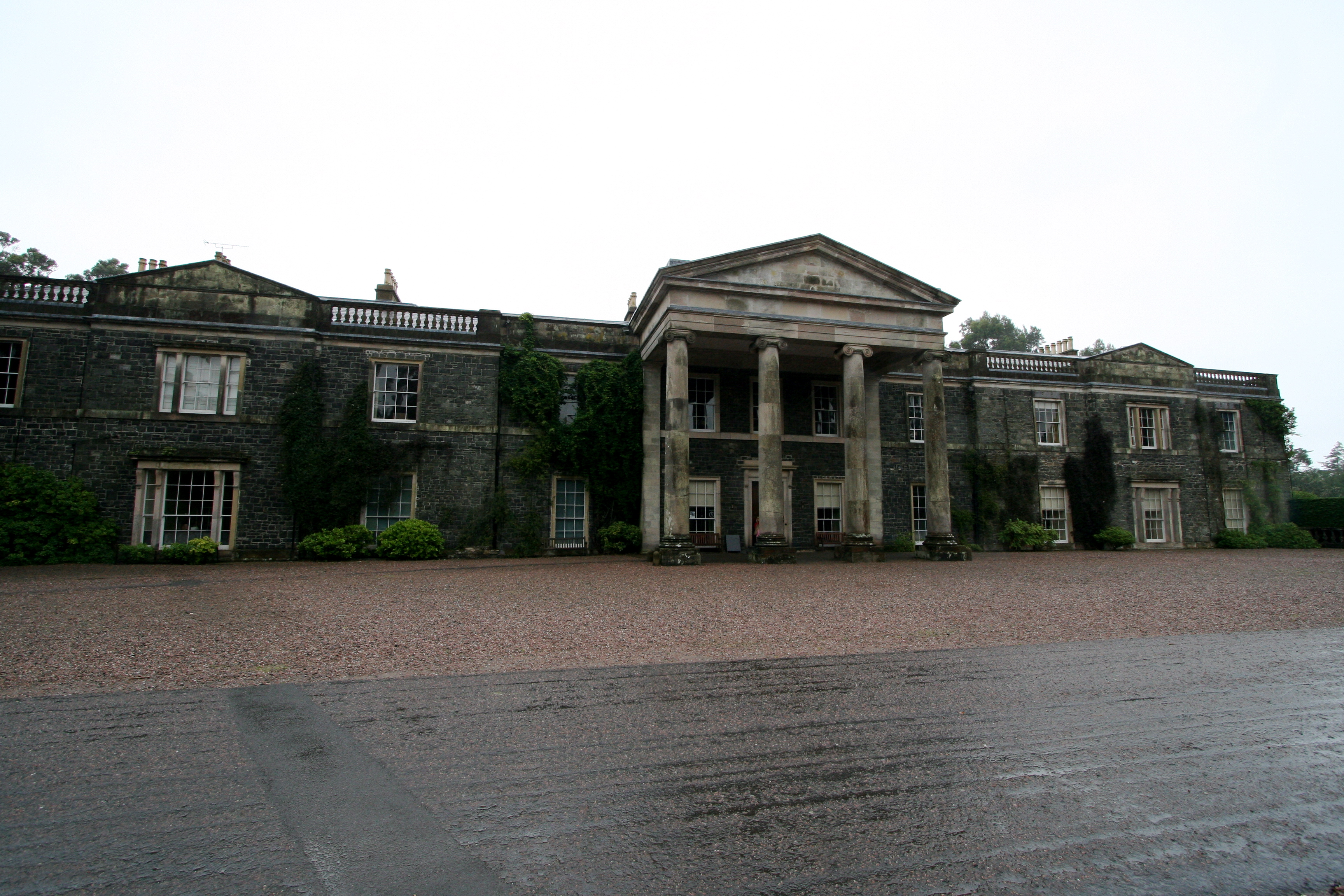
Façana principal

Mount Stewart és una gran casa del segle xviii situada en el comtat de Down en Irlanda del Nord a pocs quilòmetres de la ciutat de Newtownards. És propietat de la National Trust.
Construïda pel marquès de Londonderry es tracta d'una de les millors mansions de tota Irlanda. L'interior de la casa està decorat amb estàtues de marbre, estucs, motllures d'escaioles, vaixella francesa, etc.
El menjador conté 22 cadires utilitzades al congrés de Viena de 1815 i que van ser regalades a Lord Castleragh, ministre anglès d'afers exteriors] entre 1812 i 1822 —un dels propietaris de la casa-, pels seus mèrits dintre del congrés. Les cadires tenen brodats en el respatller de cada una d'elles l'escut de la persona que havia de seure.
Dintre de la decoració es pot destacar el quadre del cavall de cursa de Newmarket titulat Hambletonian de George Stubbs pintat el 1799 considerat una de les obres mestres d'aquest pintor.
La capella conté diferents banderes i medalles de la família i continua estant en ús per ella.

## Jardins

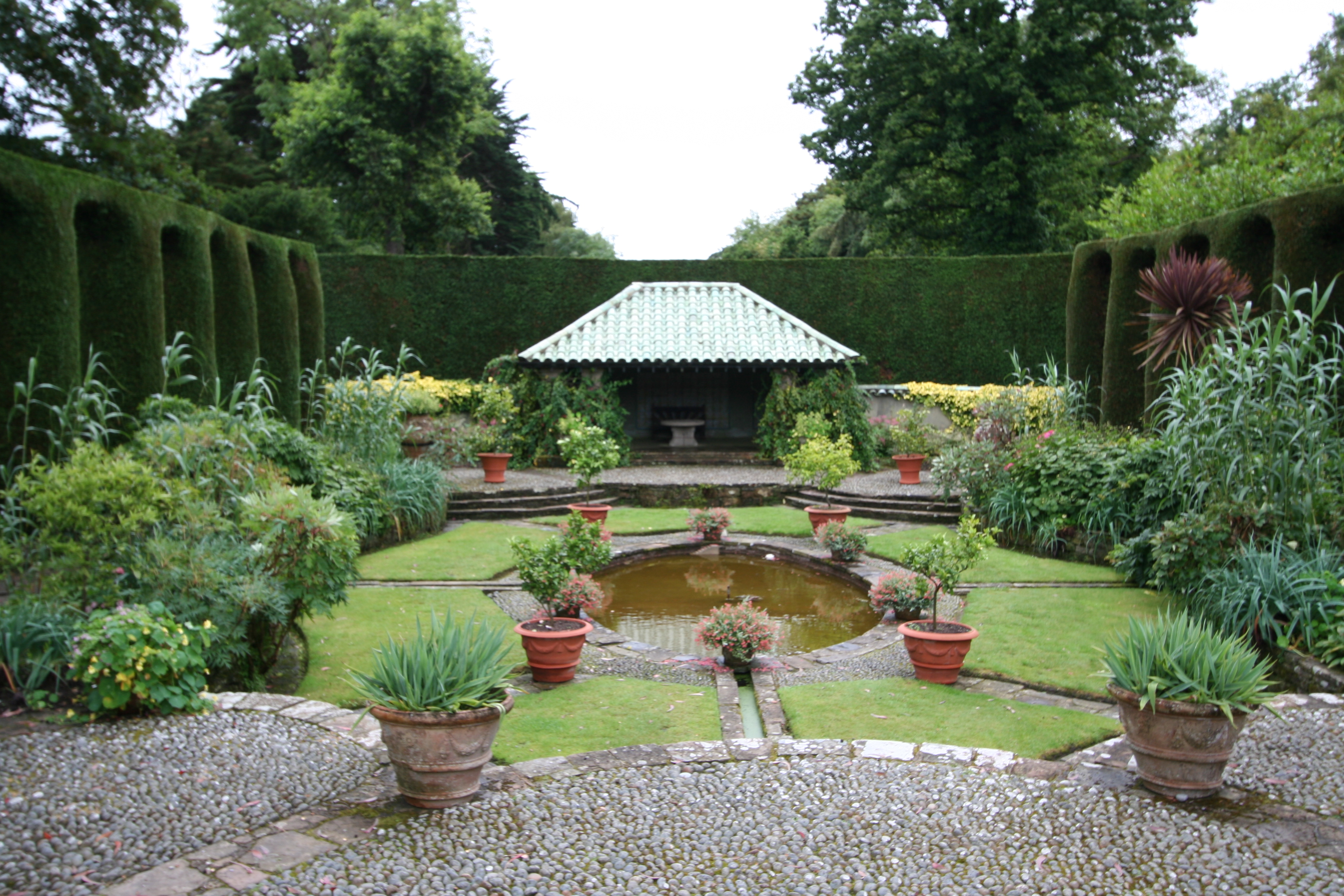
Jardí espanyol

Els jardins són una altra de les peces importants de la propietat. Aquests jardins van ser construïts sota la supervisió de Lady Edith, esposa el setè marquès. Al jardí van arribar a treballar trenta soldats retirats.
Els jardins contenen diferents ambients: jardí italià, jardí espanyol, jardí del trèvol, jardí enfonsat i la Dodo terrace. També contenen un estany, i un cementiri en què descansen les restes de la família.
Una part de la mansió roman tancada al públic perquè eran els allotjaments privats de l'última descendent que gràcies a un acord amb National Trust, en el moment de la venda, va romandre com a llogatera d'una part de la mansió, fins a la seva mort succeïda el 18 de novembre de 2009 a l'edat de 88 anys.

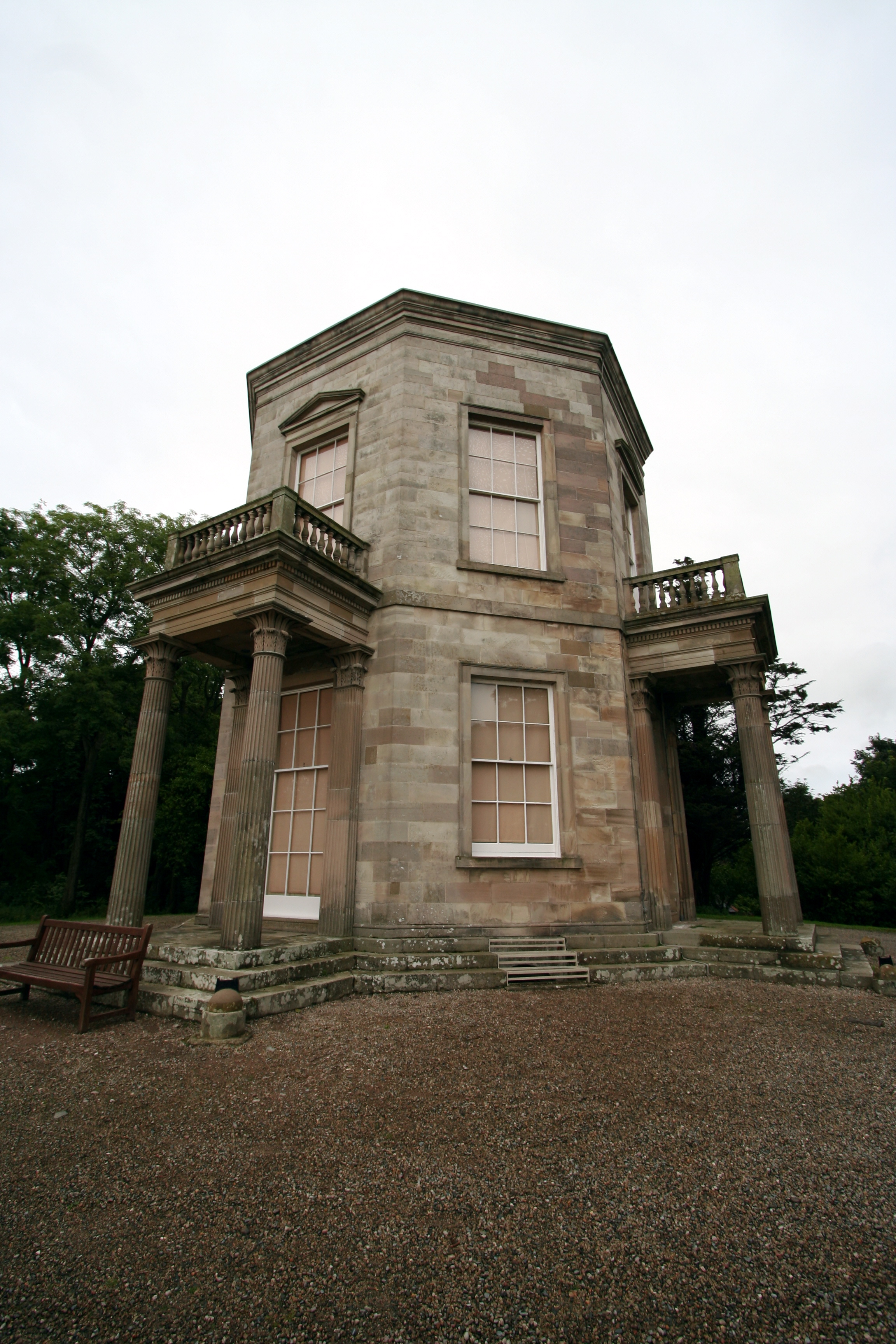
Temple dels vents de Mount Stewart

## Temple dels vents
El temple dels vents va ser construït dintre del jardí en un pujol amb vistes al mar denominat «Stranford Lough».
Es va edificar el 1785 per James Stuart l'atenès arquitecte famós a l'època pel seu estil neoclàssic.